# Средняя Куба
Средняя Куба — деревня в Чернушинском районе Пермского края. Входит в состав Бедряжинского сельского поселения.
Находится примерно в 14 км к северо-западу от центра города Чернушки.

## Население
В 2005 году численность населения составляла 16 человек.
По результатам переписи 2010 года численность населения составила 11 человек, в том числе 5 мужчин и 6 женщин.